# Neolophonotus comatus
Neolophonotus comatus är en tvåvingeart som först beskrevs av Christian Rudolph Wilhelm Wiedemann 1821.  Neolophonotus comatus ingår i släktet Neolophonotus och familjen rovflugor. Inga underarter finns listade i Catalogue of Life.